# 요동 반씨
요동 반씨(遼東潘氏)는 요동을 본관으로 하는 한국의 성씨이다. 해당 본관에는 《명당에 묘 쓰고 멸족 위기 맞은 요동반씨》라는 이야기가 강원도 철원에 전해내려 오고 있다.

## 참고 자료
- “요동반씨(潘氏)”. 뿌리를 찾아서.[깨진 링크(과거 내용 찾기)]
- 최명환. “명당에 묘 쓰고 멸족 위기 맞은 요동반씨”. 디지털철원문화대전.[깨진 링크(과거 내용 찾기)]